# Retrato de María Tudor
El Retrato de María Tudor, también denominado María Tudor, reina de Inglaterra, es una pintura de Antonio Moro, realizada en 1554 al óleo sobre tabla y de medidas 109 x 84 cm. Es uno de los más importantes retratos del autor, de quien el Museo del Prado de Madrid guarda la más rica colección.

## Descripción
Representa a la reina inglesa, que fue segunda esposa de Felipe II gracias a una boda concertada por razones políticas. El matrimonio duró únicamente cuatro años, ya que ella falleció con apenas 42 años. 
María viste un traje de terciopelo italiano y un sobretodo que en origen tenía un color morado, pero que con el tiempo ha virado a un tono más marrón por una oxidación del pigmento azul. En la mano derecha porta una rosa, símbolo de la dinastía Tudor. En esta obra los tonos son apagados, pero la perfección técnica en el dibujo y en la representación del rostro de la reina lo convierten en una verdadera obra maestra. De manera muy sutil, Moro consiguió embellecer y dignificar el aspecto poco atractivo de la reina, que en otras efigies aparece como pelirroja, de una palidez algo enfermiza y rasgos más enjutos y avejentados.
La reina luce valiosas joyas, entre las que destaca un gran broche sobre su pecho, conformado por un diamante cuadrado y una perla en forma de lágrima. Se suponía que estas gemas habían sido regaladas a la reina por su nuevo esposo Felipe II, y que eran El Estanque y la Perla Peregrina, piezas célebres del joyero de la casa real española; pero últimas investigaciones lo desmienten. La Perla Peregrina fue adquirida por Felipe II mucho después de morir María Tudor, y además hay documentación de los monarcas ingleses que atestigua que el diamante y la perla lucidos en este retrato pertenecían a los Tudor desde mucho antes.
El retrato pintado por Antonio Moro fue encargo de Carlos V al pintor, ya que la idea del casamiento de su hijo con ella fue idea del emperador. En el momento de su retirada a Yuste el emperador se llevó el cuadro consigo, señal del aprecio que le tenía. Consta que en 1600 ya estaba de vuelta en Madrid.
En 2019 el cuadro fue sometido a una restauración en el Museo del Prado, que lo liberó de varias capas de barnices oscurecidos.
De este retrato existen varias copias y derivaciones. Las más fieles son la de Ashby Castle (Reino Unido, marqueses de Northamptonshire) y la del Isabella Stewart Gardner Museum de Boston (atribuida a Moro con colaboración del taller). Otro retrato de la reina de pie, pero claramente inspirado por el de Moro, se conserva en el Palacio Colonna de Roma, emparejado con uno de Felipe II.
En la National Portrait Gallery de Londres se conserva un retrato de la reina pintado por Hans Eworth, seguramente en paralelo al que estaba pintando Moro; el atuendo de la reina es exactamente el mismo, si bien la pose es muy diferente.
El orfebre Jacome da Trezzo diseñó una medalla de la reina posando de perfil, donde el tocado y el atuendo parecen ser los mismos de los retratos de Moro y Eworth. Esta efigie numismática fue repetida por Jacques Jonghelinck en al menos otra medalla.